# Кэмпбелл (округ, Теннесси)
Округ Кэмпбелл (англ. Campbell County) располагается в США, в штате Теннесси. Официально образован 11 сентября 1795 года. По состоянию на 2010 год, численность населения составляла 40 716 человек. Получил своё название в честь американского военнослужащего Артура Кэмпбелла (1743–1811).

## География
По данным Бюро переписи США, общая площадь округа равняется 1290 км², из которых 1243 км² — суша, и 47 км², или 3,65 % — это водоёмы.

## Население
По данным переписи населения 2000 года в округе проживает 39 854 жителя в составе 16 125 домашних хозяйств и 11 577 семей. Плотность населения составляет 32,000 человек на км2. На территории округа насчитывается 18 527 жилых строений, при плотности застройки около 15-х строений на км2. Расовый состав населения: белые — 98,13 %, афроамериканцы — 0,30 %, коренные американцы (индейцы) — 0,31 %, азиаты — 0,16 %, гавайцы — 0,04 %, представители других рас — 0,16 %, представители двух или более рас — 0,91 %. Испаноязычные составляли 0,67 % населения независимо от расы.
В составе 29,80 % из общего числа домашних хозяйств проживают дети в возрасте до 18 лет, 55,30 % домашних хозяйств представляют собой супружеские пары, проживающие вместе, 12,60 % домашних хозяйств представляют собой одиноких женщин без супруга, 28,20 % домашних хозяйств не имеют отношения к семьям, 25,40 % домашних хозяйств состоят из одного человека, 11,60 % домашних хозяйств состоят из престарелых (65 лет и старше), проживающих в одиночестве. Средний размер домашнего хозяйства составляет 2,44 человека, и средний размер семьи — 2,91 человека.
Возрастной состав округа: 22,90 % — моложе 18 лет, 8,50 % — от 18 до 24, 28,00 % — от 25 до 44, 25,50 % — от 45 до 64, и 25,50 % — от 65 и старше. Средний возраст жителя округа — 38 лет. На каждые 100 женщин приходится 93,00 мужчин. На каждые 100 женщин старше 18 лет приходится 90,90 мужчин.
Средний доход на домохозяйство в округе составлял 25 285 USD, на семью — 30 197 USD. Среднестатистический заработок мужчины был 26 762 USD против 19 138 USD для женщины. Доход на душу населения составлял 13 301 USD. Около 18,40 % семей и 22,80 % общего населения находились ниже черты бедности, в том числе — 32,00 % молодежи (тех, кому ещё не исполнилось 18 лет) и 17,70 % тех, кому было уже больше 65 лет.